# NPN Pride Tour
NPN Pride Tour foi a primeira turnê promocional do cantor e drag queen brasileiro Pabllo Vittar, em apoio ao seu segundo álbum de estúdio, Não Para Não (2018). A turnê é uma extensão da Não Para Não Tour. Todos os concertos da NPN Pride Tour são em paradas do orgulho LGBTQ de cidades dos Estados Unidos e Canadá. O concerto de início aconteceu no dia 8 de junho de 2019, em West Hollywood, Estados Unidos. O show de término da turnê NPN Pride Tour foi realizado em 12 de outubro de 2019 em Orlando, Estados Unidos.

## Datas da turnê
| Data                  | Cidade           | País             | Local                         |
| América do Norte      | América do Norte | América do Norte | América do Norte              |
| --------------------- | ---------------- | ---------------- | ----------------------------- |
| 8 de junho de 2019    | West Hollywood   | Estados Unidos   | West Hollywood Park           |
| 9 de junho de 2019    | Boston           | Estados Unidos   | Royale                        |
| 21 de junho de 2019   | Miami            | Estados Unidos   | The Wynwood Marketplace       |
| 22 de junho de 2019   | Chicago          | Estados Unidos   | Halsted St. and Waveland Ave. |
| 23 de junho de 2019   | Toronto          | Canadá           | Dundas Square                 |
| 29 de junho de 2019   | Nova York        | Estados Unidos   | Pier 97 at Hudson River Park  |
| 29 de junho de 2019   | Nova York        | Estados Unidos   | Brooklyn Mirage               |
| 30 de junho de 2019   | San Francisco    | Estados Unidos   | Civic Center Plaza            |
| 10 de agosto de 2019  | Austin           | Estados Unidos   | Fiesta Gardens                |
| 12 de outubro de 2019 | Orlando          | Estados Unidos   | Lake Eola Park                |